# Olfa Kanoun
Olfa Kanoun (* 18. Juli 1970 in Sfax) ist eine Ingenieurin der Elektro- und Informationstechnik und Universitätsprofessorin für Mess- und Sensortechnik an der TU Chemnitz. Sie forscht auf den Gebieten Sensortechnik und Nanotechnologie.

## Werdegang
Kanoun schloss ihr Studium der Elektro- und Informationstechnik an der Technischen Universität München im Jahre 1995 ab. Sie promovierte 2001 an der Universität der Bundeswehr München bei Hans-Rolf Tränkler. Ihre Dissertation zum Thema „Kalibrationsfreie Temperaturmessung“ wurde mit dem Forschungspreis des Arbeitskreises der Hochschullehrer für Messtechnik (AHMT e. V.) ausgezeichnet. Danach gründete sie die Arbeitsgruppe Impedanzspektroskopie an der Universität der Bundeswehr München. Ihr Habilitation fand im Ausland statt. Von 2006 bis 2007 war sie Vertretungsprofessorin für Messtechnik an der Universität Kassel. Seit 2007 ist sie Professorin für Mess- und Sensortechnik an der Technischen Universität Chemnitz. Im Jahr 2008 initiierte sie den „International Workshop on Impedance Spectroscopy (IWIS)“, der sich seither als internationale Plattform für die Förderung der Impedanzspektroskopie weltweit etabliert hat. Kanoun gehört nach einer Analyse von Ioannidis et al. zu den weltweit meist (Top 2 %) zitierten Wissenschaftlern in den Jahren 2019 und 2020 und wird im AD Scientific Index zitiert.
Kanoun verfügt über mehr als 20 Jahre Erfahrung auf dem Gebiet der Sensoren, Messmethoden und im Entwurf von Messsystemen. Sie ist Spezialistin in den Bereichen Impedanzspektroskopie, energieautarke drahtlose Sensoren, Energy Harvesting und flexible Polymersensoren auf der Basis von Nanomaterialien. Seit 2012 engagiert sie sich für die internationale Kooperation in Bildung und Forschung mit verschiedenen Staaten, wie z. B. Tunesien, Italien, Brasilien, Frankreich, Serbien, Russland, Jordanien und Marokko. Von 2016 bis 2017 fungierte sie als Leiterin des Brazilian-German Frontiers of Science and Technology Symposiums (BRAGFOST) der Humboldt-Stiftung. Zusammen mit ihrem Team und Kollegen weltweit veröffentlichte sie 16 Bücher und mehr als 500 wissenschaftliche Beiträge in peer-review internationalen wissenschaftlichen Zeitschriften und Konferenzen. Seit 2022 ist sie Co-Sprecherin des Sonderforschungsbereichs SFB-1410 Hybrid Societies.

## Forschungsschwerpunkte
Kanouns Forschung beschäftigt sich mit Impedanzspektroskopie für Mess- und Sensorsysteme, energieautarken drahtlosen Sensoren und Netzwerken, flexiblen Sensoren basierend auf Nanomaterialien, elektrochemischen, induktiven und kapazitiven Sensoren, körpergebundenen Sensornetzwerken sowie eingebetteten und drahtlosen Sensorsystemen.

## Auszeichnungen
- Würdigung der Exzellenz im Fachgebiet am Nationaltag der Frau von Tunesien[7]
- „Distinguished Lecturer“ der IEEE Instrumentation and Measurement Society 2016–2019 und ab 2021.
- Faculty Course Award von der IEEE Instrumentation and Measurement Society in 2018
- Best Paper Award  (2nd Place) auf der International Instrumentation and Measurement Technology Conference in 2018, Houston, USA
- Best Poster Award auf der IEEE International Symposium on Measurements & Networking (M&N) in 2019, Catania, Italien
- Best Student Paper auf dem IEEE 6th World Forum on Internet of Things (WF-IoT) in 2020, New Orleans, USA
- IEEE Instrumentation and Measurement Technical Award[8]  für ihre „Pionierarbeit bei der Weiterentwicklung der Impedanzspektroskopie vom Labormaßstab bis hin zu prozessfähigen Sensoren“ (2022)
- 13 weitere Best Papers, Best Poster und Best Presentation Awards auf internationale Tagungen